# Ото Уормбиер
Ото Фредерик Вармбиер (12 декември 1994 – 19 юни 2017 г.) е американски студент, арестуван и изпратен в затвора в Северна Корея през 2016 г. по обвинение в подривна дейност.

## Биография
Ото Уормбиър е роден в Синсинати, Охайо, на 12 декември 1994 г. Най-големият е от трите деца на Синтия и Фред Уормбиър. Той учи в гимназията в Уайоминг, откъдето се дипломира през 2013 г. След това се записва във Вирджинския университет. Уормбиър, който е евреин по майчина линия, участва в еврейската организация „Хилел“. Той е член на братството Theta Chi. Тъй като се интересува от други култури, посещава Израел, Европа, Куба и Еквадор.
Уормбиер отива на екскурзия в Северна Корея заедно с други туристи с екскурзовод на 29 декември 2015 г. На 2 януари 2016 г. той е арестуван на международното летище в Пхенян, докато чака да напусне страната. Младият мъж е осъден на 15 години затвор с извършване на тежък труд за опит за кражба на пропаганден плакат от хотела си.
Малко след присъдата му през март 2016 г. Уормбиър получава тежко неврологично увреждане от непотвърдена причина и изпада в кома, която продължава до смъртта му. Севернокорейските власти не разкриват медицинското му състояние до юни 2017 г., когато обявяват, че той е изпаднал в кома в резултат на ботулизъм и прием на хапче за сън. Ото е освободен по-късно същия месец, все още в кома след 17 месеца в плен. Той е екстрадиран в САЩ и пристига в Синсинати на 13 юни 2017 г. Младежът е откаран в медицинския център на университета в Синсинати за диагностика и лечение.
Уормбиер така и не идва в съзнание и умира на 19 юни 2017 г., шест дни след завръщането си в Съединените щати, когато родителите му поискват сондата му за ентерално хранене да бъде отстранена. Неинвазивните вътрешни сканирания не откриват никакви признаци на фрактури на черепа му.